# IC 1360
IC 1360 је спирална галаксија у сазвјежђу Ждријебе која се налази на листи објеката дубоког неба у Индекс каталогу.
Деклинација објекта је + 5° 4' 18" а ректасцензија 21h 10m 50,3s. Привидна величина (магнитуда) објекта IC 1360 износи 14,5 а фотографска магнитуда 15,3. IC 1360 је још познат и под ознакама CGCG 401-3, PGC 66266.